# ديفون أرنولد
ديفون أرنولد (بالإنجليزية: Devon Arnold)‏ هو لاعب كرة قدم بريطاني في مركز الهجوم، ولد في 24 نوفمبر 2001 في ونشستر في المملكة المتحدة. لعب مع يوفل تاون.

## وصلات خارجية
- ديفون أرنولد على موقع قاعدة بيانات كرة القدم.إي يو (الإنجليزية)
- ديفون أرنولد على موقع Soccerbase.com (لاعب) (الإنجليزية)